# 명덕 (성리학)
명덕(明德)은 인간이 선천적으로 지닌 내면의 본질적인 밝음을 지칭하는 말이다.

## 성리학적 용법
본래 대학의 첫 장에 나오는 “밝은 덕을 밝힌다[明明德]”는 구절에 등장하는 말이다. 이 단어가 형이상학적인 개념으로 문제시된 것은 주희가 ｢대학장구｣에서 “명덕이란 사람이 하늘로부터 얻어 허령하고 어둡지 않으니 이로써 여러 이치를 갖추고 만사에 대응하는 것이다[明德者, 人之所得乎天而虛靈不昧, 以具衆理而應萬事者也]”라고 말한 데서 발단한다. 이로부터 성리학의 명덕은 인간이 선천적으로 지닌 내면의 본질적인 밝음을 지칭하는 말로 사용된다.
앞의 구절에 이어 주희는 “품부받은 기질에 구애되고 인욕에 가려 때로는 어두워질 수도 있으나 그 본체의 밝음은 일찍이 그친 적이 없으니, 배우는 자들은 마땅히 그 발현된 바로 인하여 명덕을 밝힘으로써 그 처음의 상태를 회복해야 한다”고 하였다. 그렇게 볼 때 ‘명덕’이란 항상 그 빛을 잃지 않는 인간의 원초적인 본질을 뜻하며, ‘명명덕’이란 일시적으로 혼탁해진 상태를 제거함으로써 내면의 본모습을 회복하는 인간의 행위를 가리킨다. 주희는 ‘명명덕’을 거울을 깨끗이 닦는 행위에 비유한 제자의 질문에 대해, 거울이란 깨끗이 연마해야 비로소 빛을 발하지만 사람의 명덕은 항상 밝은 것이기에 그 광명을 발하지 않는 때가 없다고 답한 바 있다. 이는 인간이 열악한 상황과 조건에 의해 혼탁하고 어두운 상태에 놓일 수 있지만 그 내면의 본질은 언제나 빛을 잃지 않음을 강조한 것이다. 이처럼 명덕은 인간이 생래적으로 가지고 있는 내면적인 밝음 그 자체를 총체적으로 지시하는 말이다.
그런데 이러한 명덕이 성이나 심 가운데 어느 하나와 특정하게 연관을 맺는 개념인지는 분명치 않다. 애초에 주희가 명덕 개념을 재해석할 때는 명덕과 심․성의 관계를 개념적으로 명료화하려는 생각이 뚜렷하지 않았다. 앞서 그가 명덕을 정의할 때 ‘허령불매’를 언급한 점으로 미루어보면 명덕은 분명 심 개념과 긴밀하게 연관된다. 그러나 주희는 󰡔주자어류󰡕에서 명덕이란 인의예지의 성을 말하는 것이라고 인정하기도 한다. 그런가 하면 인간 내면의 밝음을 총체적으로 지칭한다는 점에서 명덕은 심․성․정을 총괄하는 개념이라고 볼 수도 있다. 이러한 모호성으로 인해 명덕을 리․기, 심․성의 범주 하에 어떻게 규정해야 하는지에 대한 물음이 조선 후기 성리학에서 치열한 논제로 부각된다.

## 참고
1. ↑  이선열 저, 17세기 조선, 마음의 철학에서 발췌 (저자와의 협의를 거침)